# Temporada 1942-1943 del Liceu
| Temporada 1942-1943 del Liceu |                         |                     |                   | |           |                         |
| Òpera                         | Compositor              | Director musical    | Director d'escena | Papers principals | Producció | Dates                   |
| Turandot                      | Giacomo Puccini         | Napoleone Annovazzi | Ciro Scafa        | Germana Di Giulio, Vicente Riaza, Raimundo Aliaga, Giacomo Lauri Volpi (desembre) / Francesco Merli (gener), Maria Lisson, Gino Vanelli (desembre), Ángel Anglada (gener), Augusto Gonzalo, Fernando Linares, Lázaro Erauzquin |           | 6, 11 desembre, 7 gener |
| Madama Butterfly              | Giacomo Puccini         | Napoleone Annovazzi | Ciro Scafa        | Toshiko Hasegawa, Ebe Ticozzi, Teresa Wald, Gustavo Gallo, Guido Vanelli, August Gonzalo, Lázaro Eurazquin, Raimundo Aliaga, Lázaro Eurazquin                                                                                  |           | 18, 22, 26, 29 desembre |
| Il trovatore                  | Giuseppe Verdi          | Napoleone Annovazzi | Ciro Scafa        | Pau Vidal, Germana Di Giulio, Elena Nicolai, Giacomo Lauri-Volpi, Raimon Aliaga, Teresa Wald, Fernando Linares, Emili Bastons                                                                                                  |           | 22 desembre             |
| Idomeneo                      | Wolfgang Amadeus Mozart | Otto Winckler       | Hans Strohbach    | Jacob Sabel, Clara Ebers, Heinrich Bensing, Ilse Wald |           | 16 al 24 de gener       |
| Carmen                        | Georges Bizet           | Napoleone Annovazzi |                   | Elena Nicolai, Francesco Merli, Raimon Torres/Pau Vidal, Carmen Gracia |           |                         |
| El barber de Sevilla          | Gioachino Rossini       | Napoleone Annovazzi | Ciro Scafa        | Luigi Fort, Vicente Riaza, Mercè Capsir, Pau Vidal, Andrea Mongelli, Fernando Linares, Teresa Wald, August Gonzalo |           |                         |
| La traviata                   | Giuseppe Verdi          | Napoleone Annovazzi | Ciro Scafa        | Mercè Capsir, Gustavo Gallo, Pau Vidal, Mario Basiola |           |                         |
| Tristany i Isolda             | Richard Wagner          | Franz von Hoesslin  | Hans Meissner     | Joachim Sattler/Hans Grahl, Herbert Alsen, Erna Schlüter, Josef Herrmann, Fritz Brauer, Irmgard Barth, Theo Herrmann, Peter Mainzberg                                                                                          |           |                         |